# A55
A55, också kallad North Wales Expressway, är en huvudväg i Storbritannien som går från Chester, utmed Wales norra kust, till Holyhead i Anglesey. Vägen har delade körbanor på hela sträckningen, med undantag för bron Britannia Bridge där vägen korsar Menaisundet mellan det walesiska fastlandet och Anglesey. I öster ansluter den till motorvägen M56, som leder trafiken vidare mot Manchester.